# مهندسی هزینه
امروزه رقابت بین بنگاه‌های اقتصادی افزایش یافته و این موسسات در رقابتی پیوسته در زمینه‌های کیفیت، قیمت و خدمات شرکت دارند: «رقابت هزینه‌ای». رقابت هزینه‌ای یعنی ارایهٔ محصول یا خدمت با کیفیت و قیمت مورد قبول مشتری.مهندسی هزینه با تمرکز بر فعالیت‌های اقتصادی (تولیدی، خدماتی و ...) در حوزه‌های پروژه‌ای و فرایندی وبا توجه به موارد زیر:
- - مدیریت هزینه و بهبود کیفیت عوامل اصلی کسب سود.
  - مدیریت بر هزینه‌ها مسئولیت همهٔ سازمان است، نه یک واحد.
  - خرد مالی به عنوان تبلور جوهرهٔ ارزش آفرینی سازمان یعنی درست هزینه کردن: پارادایمی که با بهره‌گیری از مفاهیم و دانش‌های اقتصادی، مالی و ... به بیشینه سازی ارزش و کمینه سازی هزینه‌ها در مجموعه فرایندهای زنجیرهٔ ارزش ساز می‌پردازد و از طریق آن، دانش اقتصادی در تمامی سطوح سازمان نهادینه می‌شود.

به رقابت پذیر کردن هزینه‌ها می‌پردازد.
مأموریت مهندسی هزینه
- - بالا بردن ظرفیت مسئله یابی و تحلیل عارضه.
  - شناسایی زمینه‌های کاهش راهبردی هزینه در کل زنجیرهٔ ارزش ساز (رویکرد واکنشی).
  - تعریف پروژه‌های بهبود و نظارت بر اجرای آن (رویکردآینده نگر و پیشگیرانه).

## وظایف مهندسی هزینه
- - شناسایی شاخص‌های عملکردی: تعیین نظام بازخورمرتبط در فعالیت‌های مختلف سازمان و تأکید و تمرکز بر حذف هزینه‌های غیر مولد.
  - تکوین و توسعهٔ استانداردهای عملیاتی: تأکید و تمرکز بر بعد هزینه در فعالیت‌های مختلف زنجیرهٔ ارزش ساز.
  - تدوین راهبردهای اثربخشی هزینه: در قالب راهبردهای بهره‌وری و رشد و هم راستا با چشم‌انداز سازمان.
  - مهندسی ارزش پروژه‌های سرمایه‌ای: ارتقاء ارزش حاصل از پروژه‌ها در جهت افزایش اثربخشی سرمایه‌گذاری‌ها.
  - تحلیل ارزش فرایندهای کلیدی در سراسر زنجیرهٔ ارزش سازمان.
  - الگو برداری از سایر بخش هاو کسب و کارها در جهت مدیریت بهینهٔ هزینه.
  - تدوین برنامه‌های کلان اثر بخشی هزینه و پایش آنها.
  - عارضه یابی در سطح سازمان.

می‌توان به تشکیل واحد مهندسی هزینه در گروه صنعتی ایران خودرو به عنوان یکی از اولین تلاش‌ها برای به کار گیری این روش نام برد. موارد فوق با بهره‌گیری از آنجه در مرحله شکل گیری این واحد تدوین شده بود، تنظیم شده‌است.